# Antoni Tomeo Palanques
Antoni Tomeo Palanques (Barcelona, 13 de desembre de 1935) va ser un àrbitre internacional de futbol adscrit al Col·legi Català d'Àrbitres. Va ser actiu en les màximes categories del futbol espanyol i internacional entre els anys 1960 i 1980.
Va ser àrbitre de la segona divisió entre 1966-1969, on va dirigir un total de trenta-un partits. Va debutar a primera la temporada 1969-70, exercint a la màxima categoria del futbol espanyol dotze temporades, fins la 1980-81, xiulant un total de 117 partits de lliga.
Va ser nomenat àrbitre internacional pel Comitè d'Àrbitres de la Federació Espanyola de Futbol el 1977. Va dirigir també diversos partits internacionals de seleccions nacionals, així com de la Recopa d'Europa i de la Copa de la UEFA. Es va retirar de l'arbitratge internacional l'any 1980. Un dels seus partits internacionals més destacats fou el disputat el 5 d'octubre de 1979 entre el Boavista i el Sliema Wanderers, corresponent a la primera ronda de la Recopa d'Europa, amb victòria portuguesa per 8-0.
L’any 1981 va anunciar la seva retirada de l'arbitratge per afavorir la promoció d’un company del col·legi arbitral.